# Tania Muravskaia
Tania Muravskaia   (Pärnu, 1978) és una fotògrafa estoniana amb arrels ucraïneses.

## Biografia

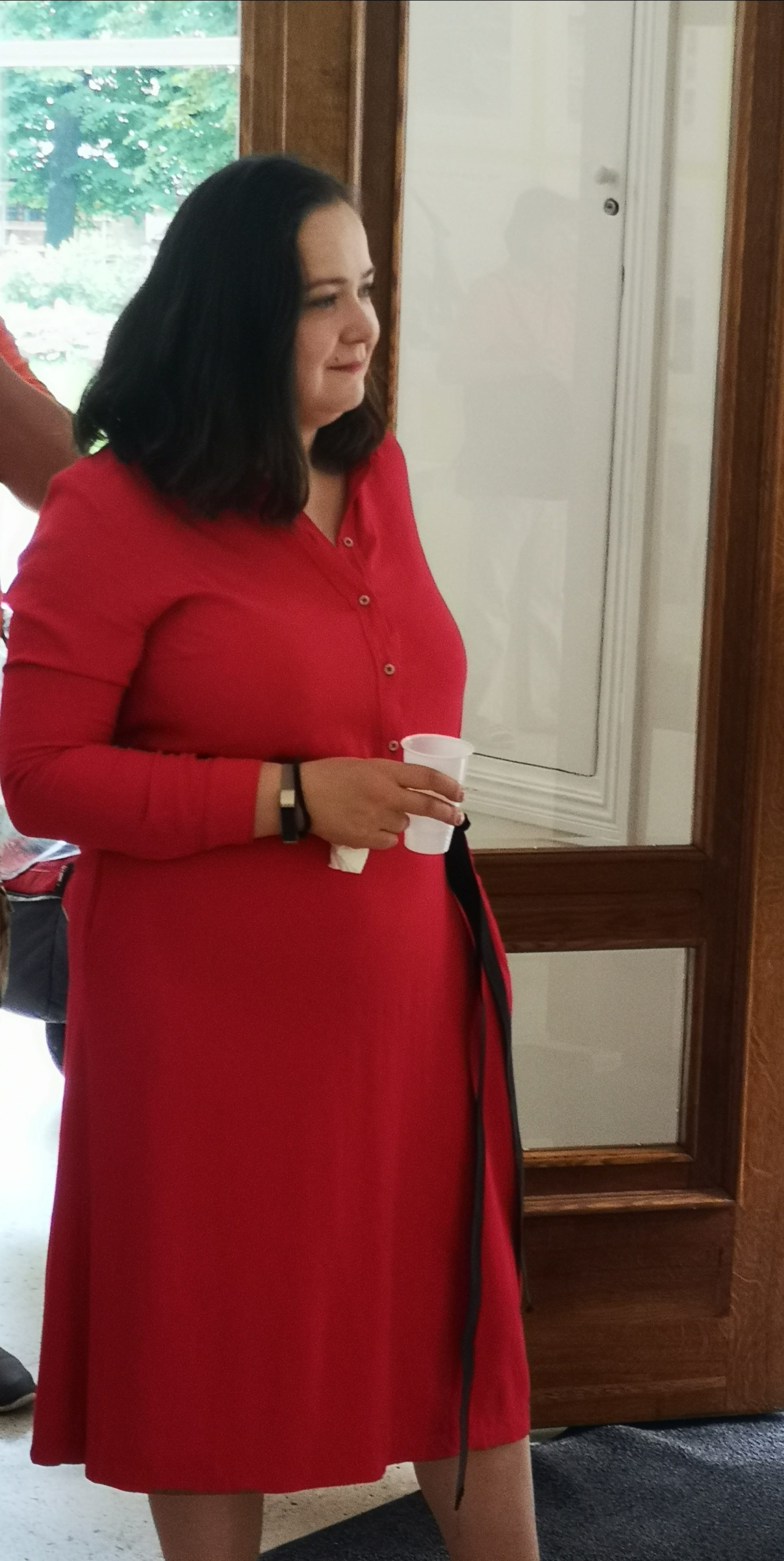
Tanja Muravskaja a la inauguració de l'exposició Stories Against the Current a la Galeria de Tallinn Art Hall
Foto: Ave Maria Reasonable, 16. Juliol 2020

- De 1996 a 2001, va estudiar periodisme a la Universitat Pedagògica de Tallinn.

- 2002–2005 va estudiar fotografia a l'Acadèmia d'Arts d'Estònia

- 2004–2005 va estudiar a la Universitat de Westminster com a part del programa Erasmus

- 2005–2010 Acadèmia d'Arts d'Estònia, fotografia, màster[3]

- 2020. El 2011, va participar com a resident al centre d'art WIELS de Brussel·les[4]

## Reconeixements
- Premi d'Art Sadolin 2015

- Premi Köler 2018 (juntament amb Anna Škodenko)